# Église Saint-Sauveur de Mareuil-sur-Lay
L'église Saint-Sauveur de Mareuil-sur-Lay est un édifice religieux du XIIe siècle, protégé des monuments historiques, situé dans la commune de Mareuil-sur-Lay-Dissais, dans le département français de la Vendée.

## Histoire
L'église est construite au XIIe siècle sur l'emplacement d'un ancien prieuré. Elle subit au cours de son histoire des pillages et incendies (Guerre de religion en 1568, révolution française).
L'église est classée au titre des monuments historiques par arrêté du 14 juillet 1877. À partir de cette même année, des travaux de restauration sont entrepris, notamment pour le clocher et le chœur, et perdureront jusque dans les années 1960.

## Architecture
Construite sur un promontoire rocheux qui domine le Lay, l'église est de style roman. Sa façade principale, restaurée au XIXe siècle arbore une architecture néo-romane.

## Galerie

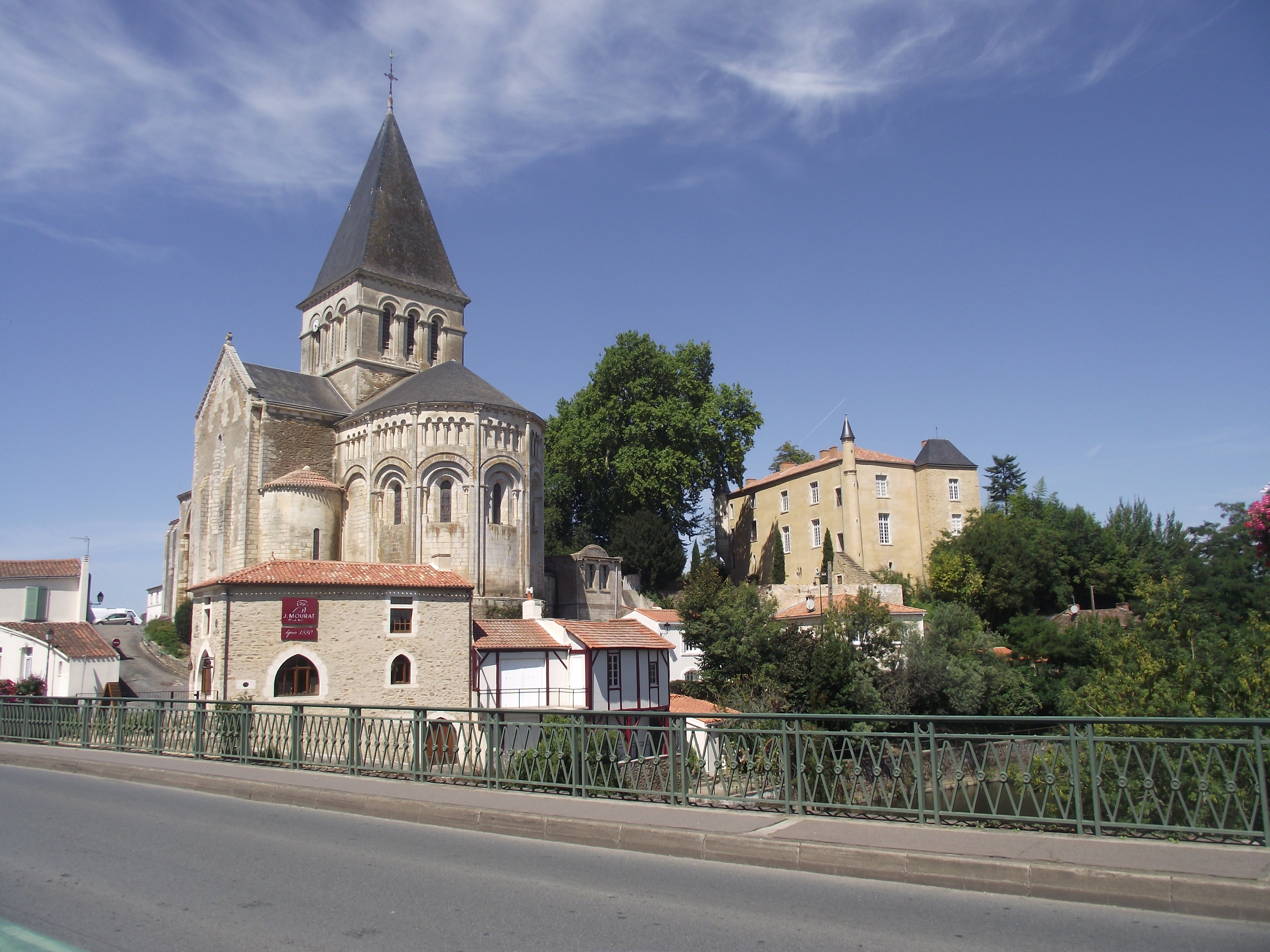
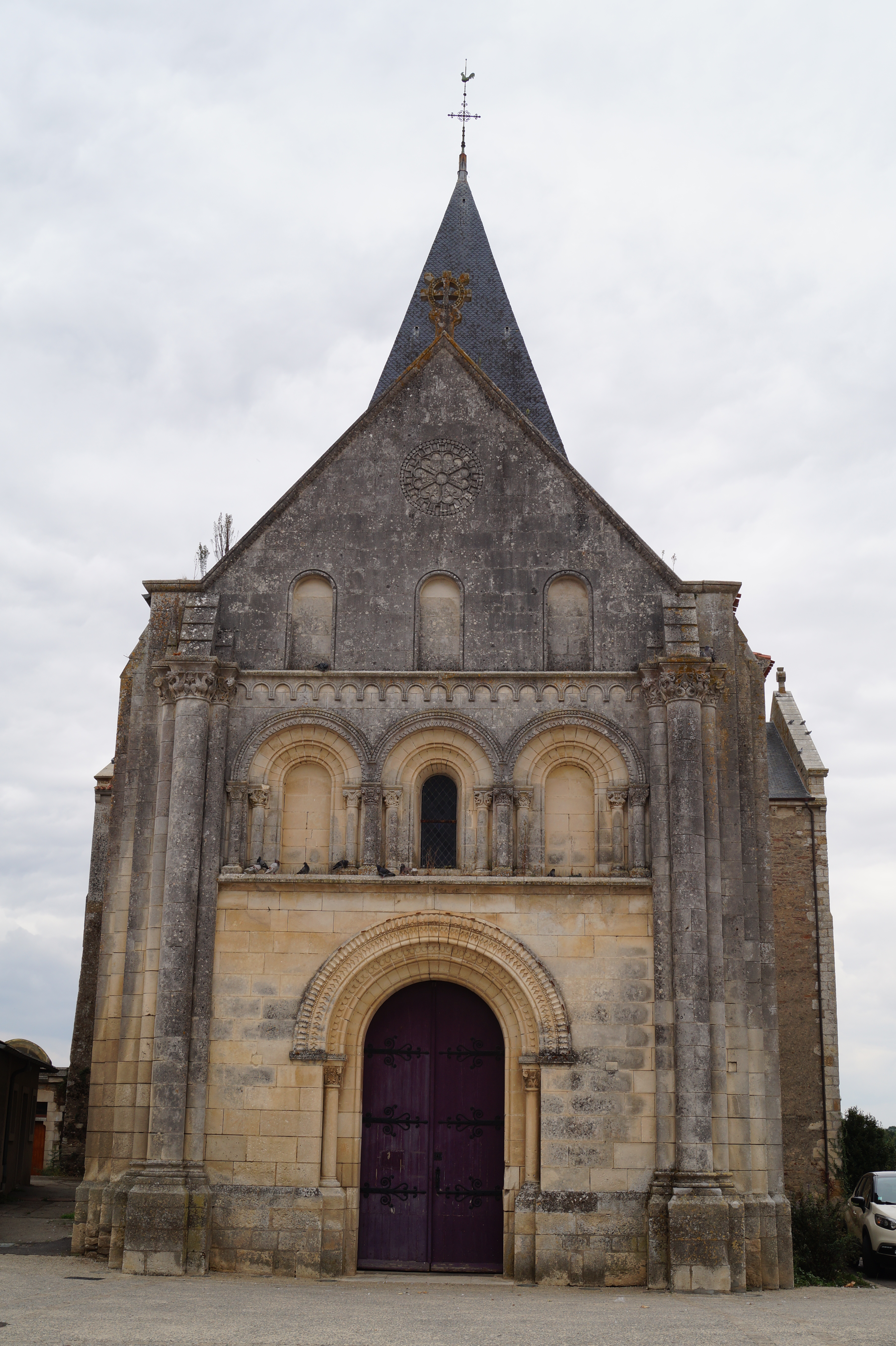